# Lekkoatletyka na Letnich Igrzyskach Olimpijskich 2008 – sztafeta 4 × 400 m kobiet
Sztafeta 4 × 400 m kobiet – jedna z konkurencji lekkoatletycznych rozegranych podczas XXIX Letnich Igrzysk Olimpijskich w Pekinie rozegrana w dniach 22–23 sierpnia 2008 roku.

## Przebieg zawodów

### Runda 1
| Wyścig | Linia (tor) | Kraj              | Zawodnicy                                                                     | Wynik   | Uwagi |
| ------ | ----------- | ----------------- | ----------------------------------------------------------------------------- | ------- | ----- |
| 2      | 7           | Stany Zjednoczone | Mary Wineberg, Monique Henderson, Natasha Hastings, Sanya Richards            | 3:22.45 | Q, SB |
| 2      | 3           | Jamajka           | Novelene Williams, Shereefa Lloyd, Bobby-Gaye Wilkins, Shericka Williams      | 3:22.60 | Q, SB |
| 2      | 6           | Białoruś          | Juliana Juszczanka, Irina Khliustawa, Ilona Usowicz, Swiatłana Usowicz        | 3:22.78 | Q, SB |
| 1      | 3           | Rosja             | Jelena Migunowa, Tatiana Weszkurowa, Ludmiła Litwinowa, Tatiana Firowa        | 3:23.71 | DSQ   |
| 2      | 2           | Nigeria           | Folashade Abugan, Joy Amechi Eze, Oluoma Nwoke, Ajoke Odumosu                 | 3:24.10 | q, SB |
| 1      | 7           | Kuba              | Roxana Díaz, Zulia Calatayud, Susana Clement, Indira Terrero                  | 3:25.46 | Q, SB |
| 1      | 5           | Wielka Brytania   | Nicola Sanders, Kelly Sotherton, Marilyn Okoro, Christine Ohuruogu            | 3:25.48 | Q, SB |
| 1      | 6           | Niemcy            | Jonna Valesca Tilgner, Sorina Nwachukwu, Florence Ekpo-Umoh, Claudia Hoffmann | 3:25.55 | q, SB |
| 2      | 4           | Francja           | Phara Anacharsis, Thelia Sigere, Solen Desert, Virginie Michanol              | 3:26.61 | SB    |
| 1      | 8           | Ukraina           | Oksana Szczerbak, Tetiana Petliuk, Ksenia Karandiuk, Natalija Pyhyda          | 3:27.44 |       |
| 1      | 2           | Polska            | Monika Bejnar, Jolanta Wójcik, Anna Jesień, Grażyna Prokopek                  | 3:28.23 |       |
| 1      | 4           | Indie             | Satti Geetha, Manjeet Kaur, Chithra Kulathummuriyil Soman, Mandeep Kaur       | 3:28.83 |       |
| 2      | 9           | Brazylia          | Maria Laura Almirao, Josiane Tito, Emmily Pinheiro, Lucimar Teodoro           | 3:30.10 |       |
| 2      | 5           | Meksyk            | Ruth Grajeda, Gabriela Medina, Nallely Vela, Zudikey Rodriguez                | 3:30.36 |       |
| 1      | 9           | Japonia           | Satomi Kubokura, Asami Tanno, Mayu Kida, Sayaka Aoki                          | 3:30.52 | SB    |
| 2      | 8           | Chiny             | Han Ling, Chen Jingwen, Wang Jinping, Tang Xiaoyin                            | 3:30.77 |       |

### Finał
| Poz.  | Linia (tor) | Kraj              | Zawodnicy                                                                     | Wynik   | Uwagi |
| ----- | ----------- | ----------------- | ----------------------------------------------------------------------------- | ------- | ----- |
| Złoto | 4           | Stany Zjednoczone | Mary Wineberg, Allyson Felix, Monique Henderson, Sanya Richards               | 3:18.54 | SB    |
| DSQ   | 5           | Rosja             | Julia Guszczina, Ludmiła Litwinowa, Tatiana Firowa, Anastasija Kapaczinska    | 3:18.82 | DSQ   |
| Brąz  | 7           | Jamajka           | Novelene Williams, Shereefa Lloyd, Rosemarie Whyte, Shericka Williams         | 3:20.40 | SB    |
| 4     | 8           | Białoruś          | Anna Kozak, Irina Khliustawa, Ilona Usowicz, Swiatłana Usowicz                | 3:21.85 | NR    |
| 5     | 9           | Wielka Brytania   | Christine Ohuruogu, Kelly Sotherton, Marilyn Okoro, Nicola Sanders            | 3:22.68 | SB    |
| 6     | 6           | Kuba              | Roxana Díaz, Zulia Calatayud, Susana Clement, Indira Terrero                  | 3:23.21 | NR    |
| 7     | 2           | Nigeria           | Joy Amechi Eze, Folashade Abugan, Oluoma Nwoke, Ajoke Odumosu                 | 3:23.74 | SB    |
| 8     | 3           | Niemcy            | Jonna Valesca Tilgner, Sorina Nwachukwu, Florence Ekpo-Umoh, Claudia Hoffmann | 3:28.45 |       |

(OR = Rekord olimpijski; NR = Rekord kraju; PB = Rekord osobisty; SB = Najlepszy wynik w sezonie)